# Gravskick i Sverige

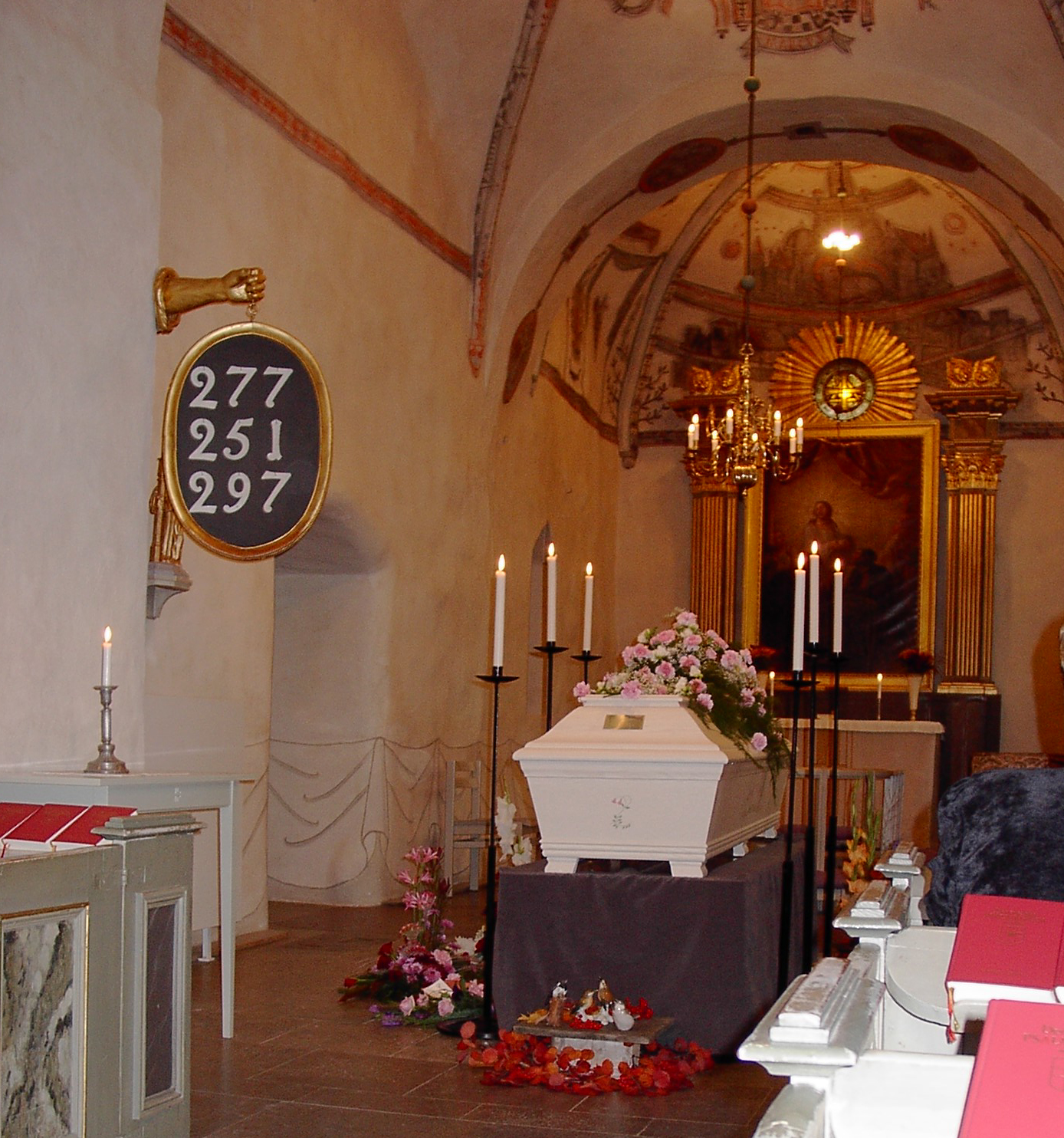
Begravning med kista.

Sättet att begrava sina förfäder har växlat mellan tidsepoker och skiljer sig också av religiösa eller geografiska skäl. Syftet kan också skilja sig, alltifrån ett enkelt vilorum till imponerande statussymbol.
Enligt begravningslagen tillåts i Sverige idag huvudsakligen tre gravskick:
- Stoft (=kroppen) eller aska på bestämd plats inte anonym plats
- Placering eller utströende av aska i minneslund
- Spridning av aska på annan plats än begravningsplats

Men fler definitioner är under utredning, då nya skick har utvecklats med tiden.
Kyrkogårdarna i Sverige har ibland skilda gravfält för jordbegravningar, urngravar och askgravar. Det är dock inte ovanligt att urnor gravsätts vid befintliga kistgravar eller i familjegravar för att förena familjemedlemmar. Skillnaden mellan urngrav och askgrav är att gravplatsen i det senare fallet markeras med en mindre sten eller platta och huvudsakligen sköts av kyrkogårdsförvaltningen. Urngrav är den mer traditionella typen av grav, som i likhet med kistgrav innefattar en yta som kan användas för plantering.
I minneslund sker gravsättning genom att askan grävs ner. Gravsättningen sker utan urna eller med urna i lättförgängligt material. Den enskilda askans identitet registreras inte, däremot kan lägena för nedgrävda askor registreras anonymt för effektiv användning av en begränsad yta. Om minneslunden utgörs av naturmark kan askan i stället strös ut.
Det finns numera ett mindre anonymt gravskick, kallat askgravlund eller asklund. Där gravsätts urnorna eller askorna i grupper (fortfarande anonymt exakt var), med gemensam smyckningsplats, men till skillnad från i minneslunden finns namnskyltar (utförda av förvaltningen) uppsatta vid gruppen. Minneslundar för anonym gravsättning av kistor finns på enstaka kyrkogårdar. Dessa har i vissa fall namnskyltar i likhet med asklundarna.

## Historia

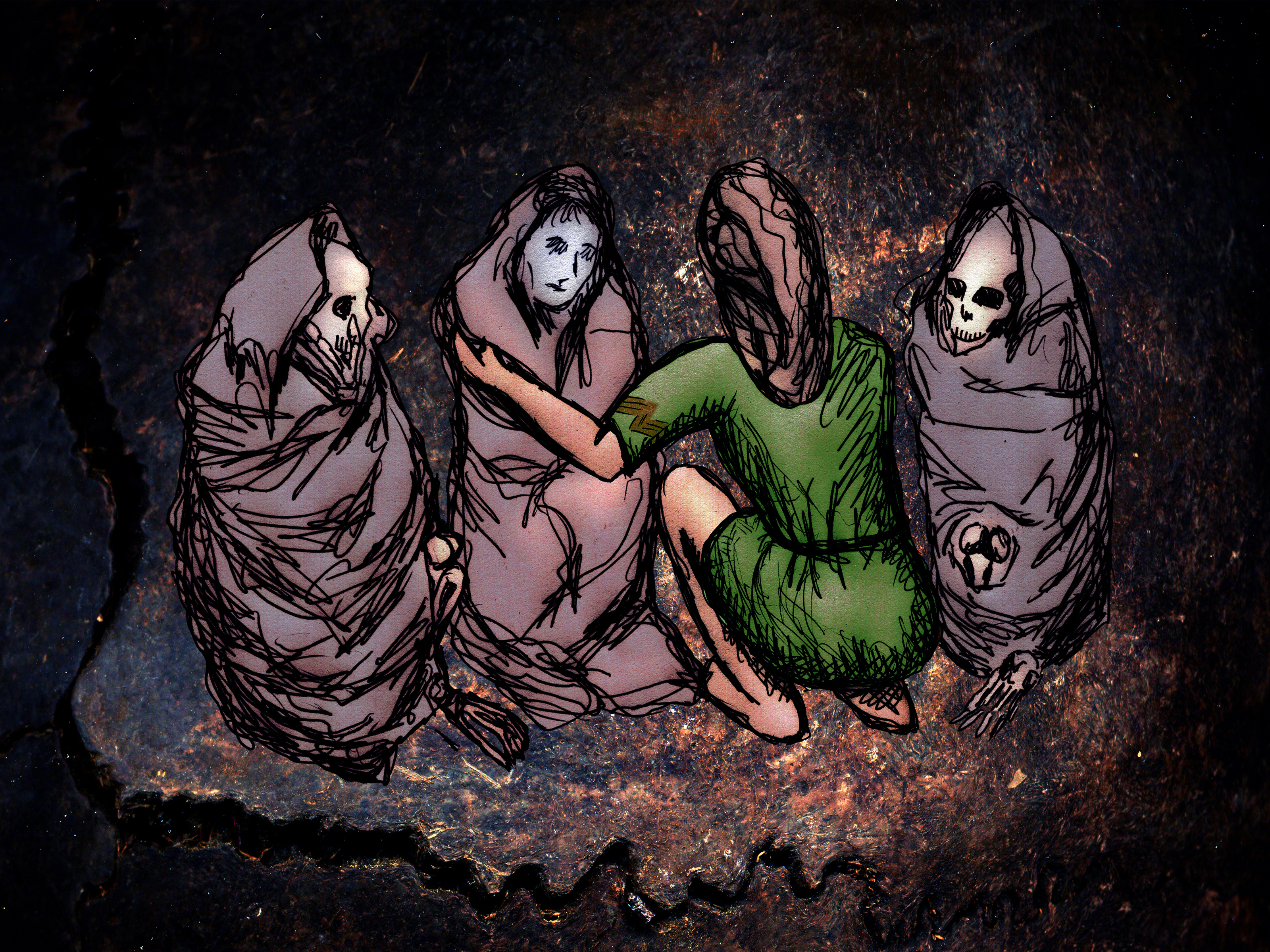
Sittande döda i en gånggriftskammare, som det kan ha sett ut för 5000 år sedan under bondestenåldern.

Under jägarstenåldern är spår efter gravläggningar sällsynta, men de som finns består av jordgravar i regel en person per grav, men två eller fler kan också ligga tillsammans. Gravfält är sällsynta men i Sverige har vid Skateholm hittats några gravfält nära bosättningar. 
Från yngre stenålder och under resten av förhistorian visar beräkningar bara 10% av den vuxna befolkningen, hittills har påvisats i de av oss kända gravformerna. Det är oklart om hur de övriga har behandlats efter döden. Under neolitikum tillämpade trattbägarkulturen stenkammargravar (dösar, gånggrifter) med oftast flera personer i varje gravrum. Markgravar förekommer också, ofta i enmansgravar men ibland innehållande två eller tre personer. Stridsyxekulturen tillämpar markgravar ibland med stora stensättningar under mark. Gropkeramikkulturen  tillämpar också jordbegravningar. Bevaringsförhållanden har gjort att bara då det funnits bättre bevaringsförhållanden har lämningar av gravarna innehållet kvarlevor av de begravda. Kulturerna har olika gravformer. 
I publikationen Bärnstensbarnen redogör Janis Runcis för ett flatmarksgravfält med barn och unga individer vid Bjärred i Skåne. Där hittades 17 gravar omarkerade (åtminstone för oss) samlade nära intill varandra i ett mellanneolitiskt  gravfält (MNA). I gravarna hittades bara tänder eller fragment av tänder eller bara gravgåvor. Detta visar att det  är mycket svårt att påvisa förhistoriska gravar som kan vara i det närmaste förintade.
Under senneolitikum börjar man begrava personer i  hällkistor. Hällkistorna var oftast belägna e en omgivande stensättning. Dessa fanns i olika former. Ibland stora med många begravningar, ibland små med bara en gravlagd person. Det finns ca 1500 kända hällkistor i Sverige (Burenhult 1999:385). Bengt OH Johansson sammanfattar 1961 hällkistforskningen och förmedlar några viktiga iakttagelser. Kistorna kan vara megalitiska och byggda för många individer eller enklare och avsedda för en person. Några är friliggande eller nedgrävda i marken. De kan också ligga i en låg hög, en jordblandad stensättning eller ett flackt röse, och intar i regel ej särskilt monumentala lägen i terrängen (jämfört med bronsålderns högar och rösen). De är ofta orienterade i nord-sydlig riktning och södra gaveln kan vara öppen eller mindre markerad än den norra. Hällkistan är ibland också smalare i den södra änden. Den kan i söder ha förrum (”gång”) och kistan kan också vara rumsindelad. Ca 60 kistor har även så kallade gavelhål . Fyndmaterialet i dem, ”gravgåvorna”, består bland annat av flintdolkar, pilspetsar, skifferhängen och keramik. Så skriver Anders Carlsson i  TOLKANDE ARKEOLOGI och SVENSK FORNTIDSHISTORIA del 2.Nästan Hällkistorna var inte den enda gravformen utan flatmarksgravar, ibland på gravfält, förekommer också. Under senare år har det klarlagts att gravskicket under senneolitikum var yttersta varierande. Variation i gravläggningssed och utförande av gravmonument kan anses typiskt för just senneolitikum i södra Skandinavien, något som konstaterats vid ett flertal tillfällen under de senaste 10–15 åren skriver Magnus Artursson. Bilden av gravskicket idag är att begravningar i markgravar i gravfält är betydligt vanligare än begravningar i hällkistor vilket naturligtvis kan variera lokalt.
Under äldre bronsålder blir högar och rösen med oftast en centralgrav från början. De byggdes ofta ut och ett flertal sekundärgravar kunde  tillkomma också under yngre bronsålder med nedsatta urnor i gravarna. Fyllda stensättningarna en flackare variant av rösen är också vanliga men ofta lite yngre om de inte har en hällkista som primärgrav. Men det förekom också flatmarksgravar ibland i ekstockkistor, med stenfyllningar osv. Sedvänjan att begrava sina döda i jordfria stenrösen har funnits under större delen av vår forntid, i Sverige som i många andra delar av Norden. Mer än 15.000 rösegravar är kända i Sverige. De allra flesta byggdes under bronsåldern, dvs. 1700-500 före vår tideräknings början. Rösena är oftast runda till formen, med en välvd, kupolliknande profil, men det förekommer även ovala, kvadratiska och skeppsformiga rösen, samt långrösen, som i extremfallen kan vara upp till 60-70 meter långa. Den vanligaste storleken på runda rösen är 5 till 20 meter i diameter och en höjd på 0,5-1,5 meter. Citat från GRAVRÖSEN I NORRLAND Av Lena Holm & Thomas B Larsson.
En nyhet för skandinavisk del var etableringen av kremering vid övergången till yngre bronsålder runt 1100 f.Kr. vilket därefter skulle bli den dominerade gravformen i de flesta skandinaviska områdena ända fram till kristendomens införande. Urnegrop och brandgrop är två begrepp i arkeologin. Dessa grafskicks tidsställning i förhållande till andra graftyper är i detta sammanhang af större vikt. Jag utgår härvid från grafvar utan bålmörja såsom de äldre. Efter förbränningen hopsamlade man under den yngre bronsåldern de hvita, brända benen, gjorde en urhålkning i jordytan och nedlade här antingen benen direkt (ben-gropen) eller inneslutna i en urna (urnegropen). Under denna tid vårdade man sig ej om att tillvarataga bålmörjan. Att börja med synes man under det nya begrafningsskicket ha undvikit att sammanblanda ben och bålmörja. skriver Knut Stjerna i Antikvarisk Tidskrift 18:1
Under yngre bronsålder saknas numera i de allra flesta fallen synliga gravmarkeringar ovan mark. Bland undantagen märkt exempelvis de gotländska skeppssättningarna. Det förekommer också gravläggning i hög och stensättningar under yngre bronsåldern. Skeppssättningar förekommer också i nordvästra Skåne till exempel Lugnarohögen.
Enstaka skelettgravar kan under järnåldern förekomma vid sidan av ett större antal gravar, samlade i gravfält, där den döde kremerats. Det är betydligt vanligare med jordbegravningar under romersk järnålder. Skelettgravar är ibland praktgravar med större och finare gravgåvor. Under järnåldern blev för oss bevarade gravmarkeringar vanliga. De kom att variera mycket, flacka fyllda stensättningar, ibland en ansamling större stenar runt ett markfast stenblock, enskilda och fristående resta stenar, eller i grupp där de bildar en cirkel (domarring), triangel (treudd), kvadrat eller skeppsform (skeppssättning). Det finns stora lokala variationer i gravskicket och kremering dominerar inte hela Sverige utan lokalt förekommer jordbegravningar.
Under äldre järnålder förefaller många av gravfälten ha varit bygdegravfält, och fungerade ofta som gravfält för flera omkringliggande byar. Under yngre järnålder blir det vanligare med ett gårdsgravfält för varje enskild gård. Vid övergången till yngre järnåldern runt 550 e.Kr. tillkom högen som en vanlig gravform och alla dessa kunde ingå i gravfält med ett flertal gravar samlade på samma ställe, av samma eller av olika typer. Extremt stora högar, ofta felaktigt kallade kungshögar, kunde dock förekomma ännu tidigare.

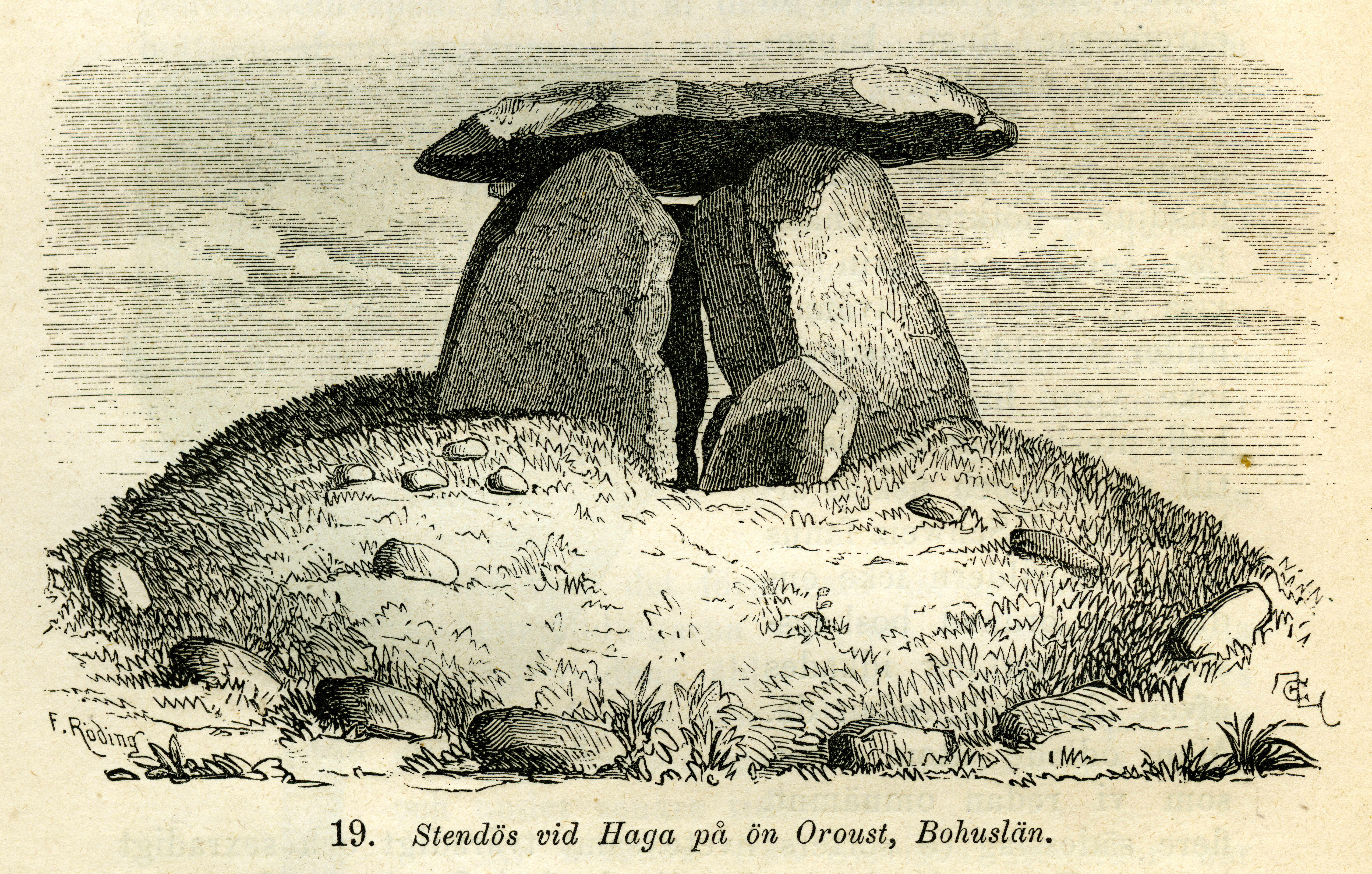
Stenkammargrav: Hagadösen i Bohuslän.
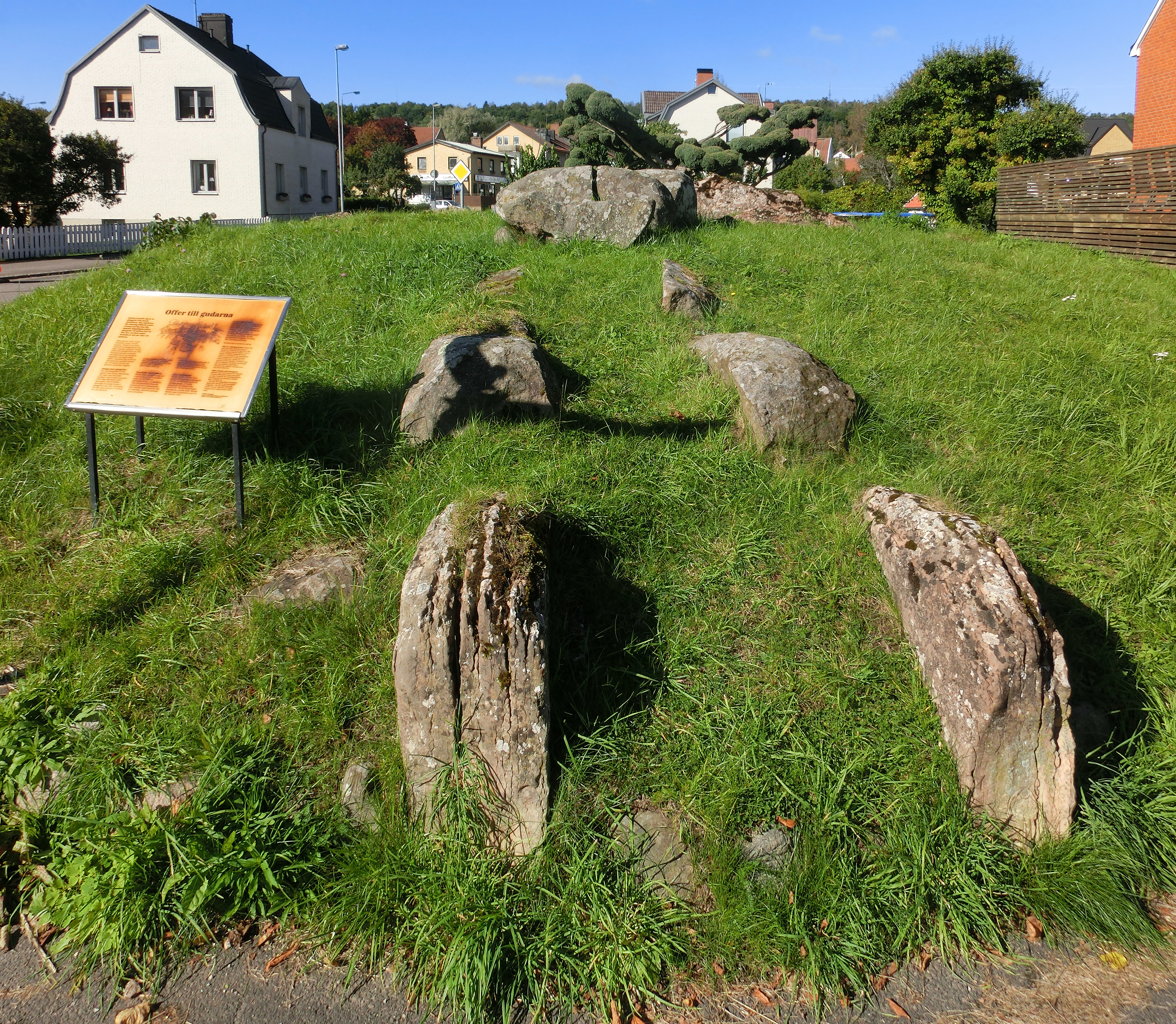
Stenkammargrav: Gånggrift i Falköping, Västergötland.
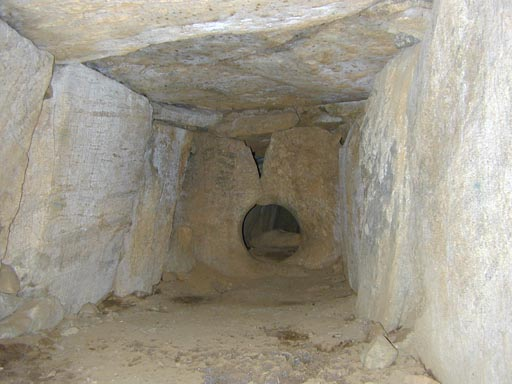
Stenkammargrav: Hällkista med gavelhål i Skogsbo, Västergötland.
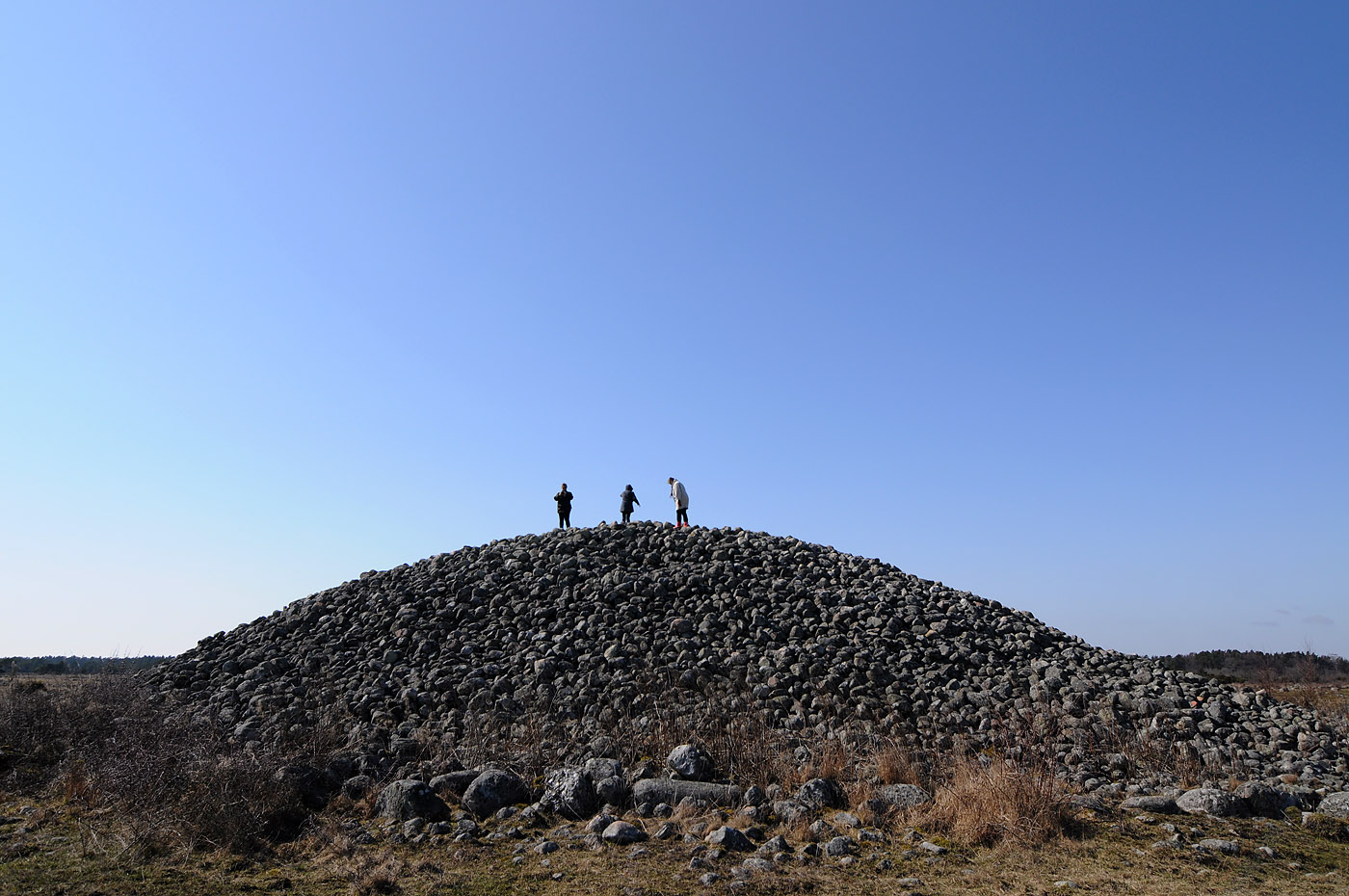
Bronsåldersröset Uggarde rojr på Gotland.
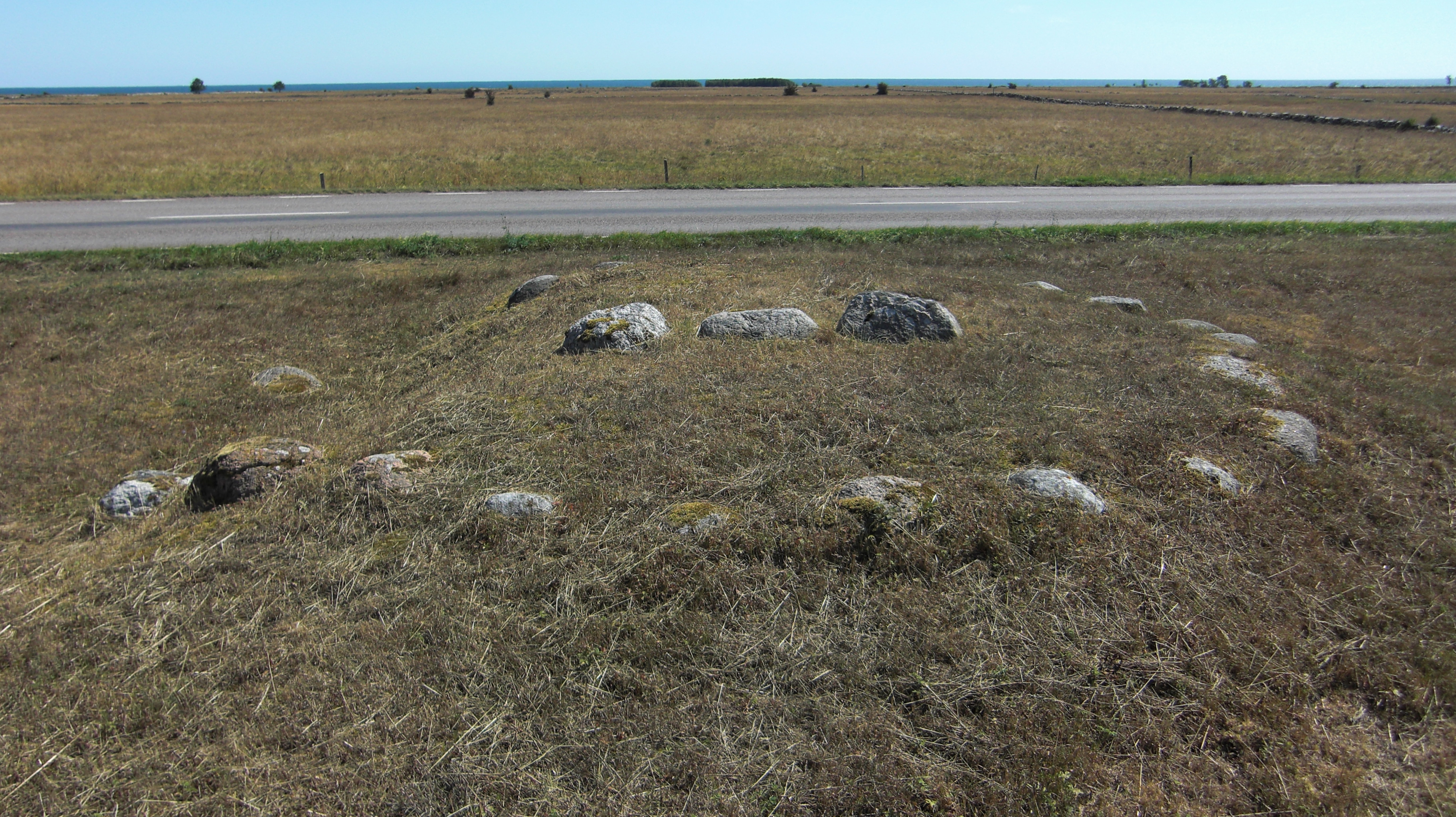
Rund stensättning på järnåldersgravfält på Öland.
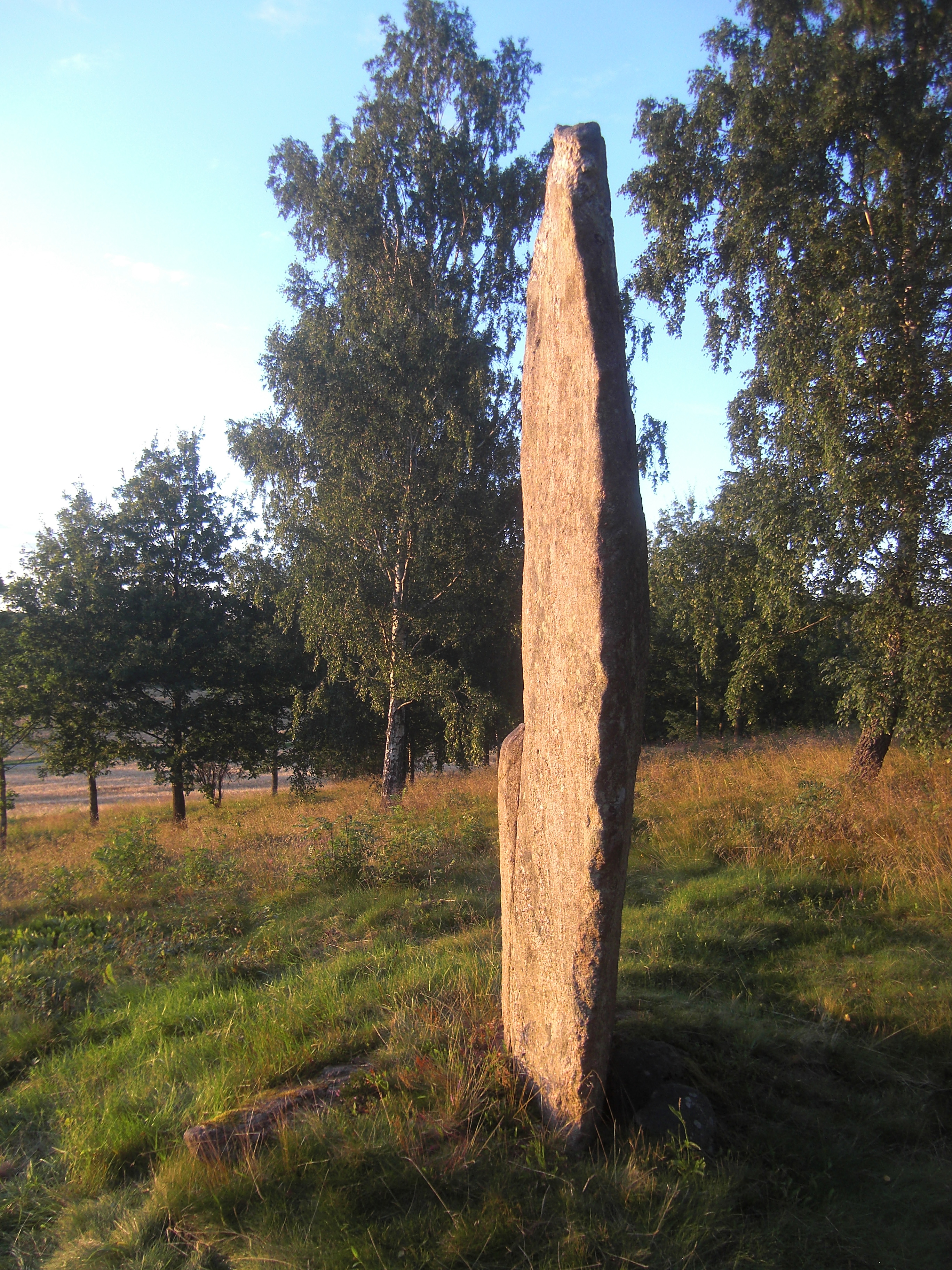
Rest sten på järnåldersgravfältet Nycklabacken i Västergötland.
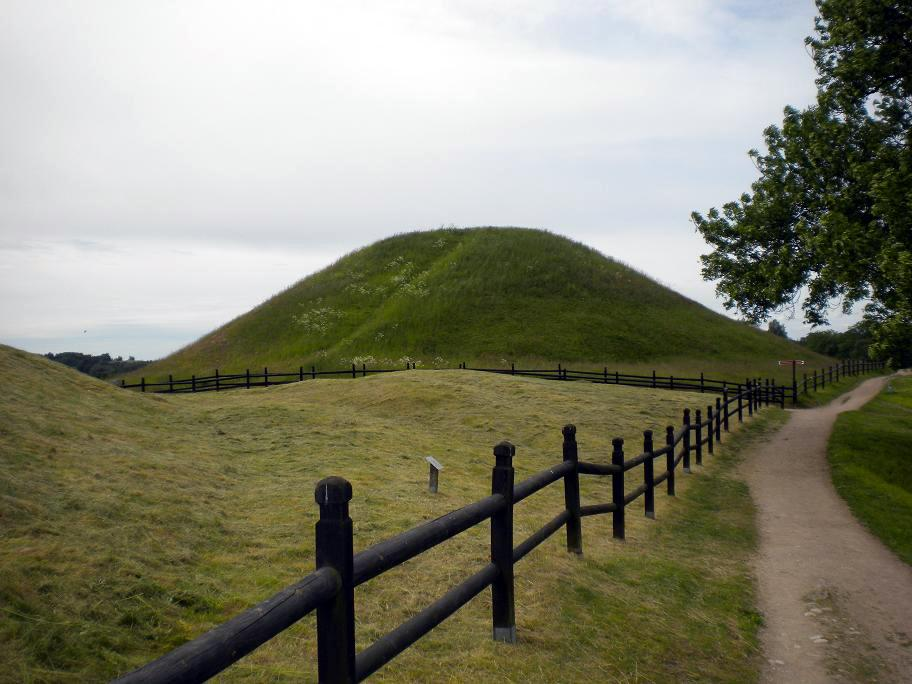
Storhög från yngre järnålder i Gamla Uppsala, Uppland.

I samband med övergången till kristendomen upphörde kremeringen helt, eftersom den var förbjuden av den katolska kyrkan. De döda började placeras i utsträckt ryggläge med fötterna mot öster. Alla i samhället skulle gravläggas enligt kristna kyrkan. Efterhand minskar även gravgåvorna och försvinner så småningom helt. Så skulle det förbli under åtskilliga sekler framöver. En tid efter kristendomens införande omkring 1100 upphör också begravningen på gravfält och gravplatserna överflyttas till kyrkogårdar. Variationer fanns inom gravskicket men mest i formen på gravens gravstenar eller markering. Fattiggravar i enkel svepning utan kista, ibland på en planka varierar med stora stenkistor, Enkla träkors samsas  med stora monument i sten. 
Under 1900-talets början fanns bara två gravskick kvar; kistgrav och urngrav. Under 1900-talet har detta ändrats med ett flertal nya begravningsformer. 1924 fick Sverige sitt första kolumbarium i kryptan under Gustav Vasa kyrka i Stockholm. Femton år 1939 senare fogades till Högalidskyrkan en urnlund med columbarium. 2015 öppnade Hovshaga kyrkogård ett kistkolumbarium i Växjö, landets första. Minneslundar är idag anonyma liksom kistlundar medan askgravplatser har en liten sten med namn eller metallplatta. Många väljer att strö ut askan i sjöar eller hav. Förändringarna speglar att kristendomen inte längre ensamt bestämmer gravskicket som också har förändrats med invandringen. Familjegraven blev mer allmänt förekommande under 1900-talets första hälft på större kyrkogårdar men idag är många övergivna och används inte längre..

### Olika gravskick

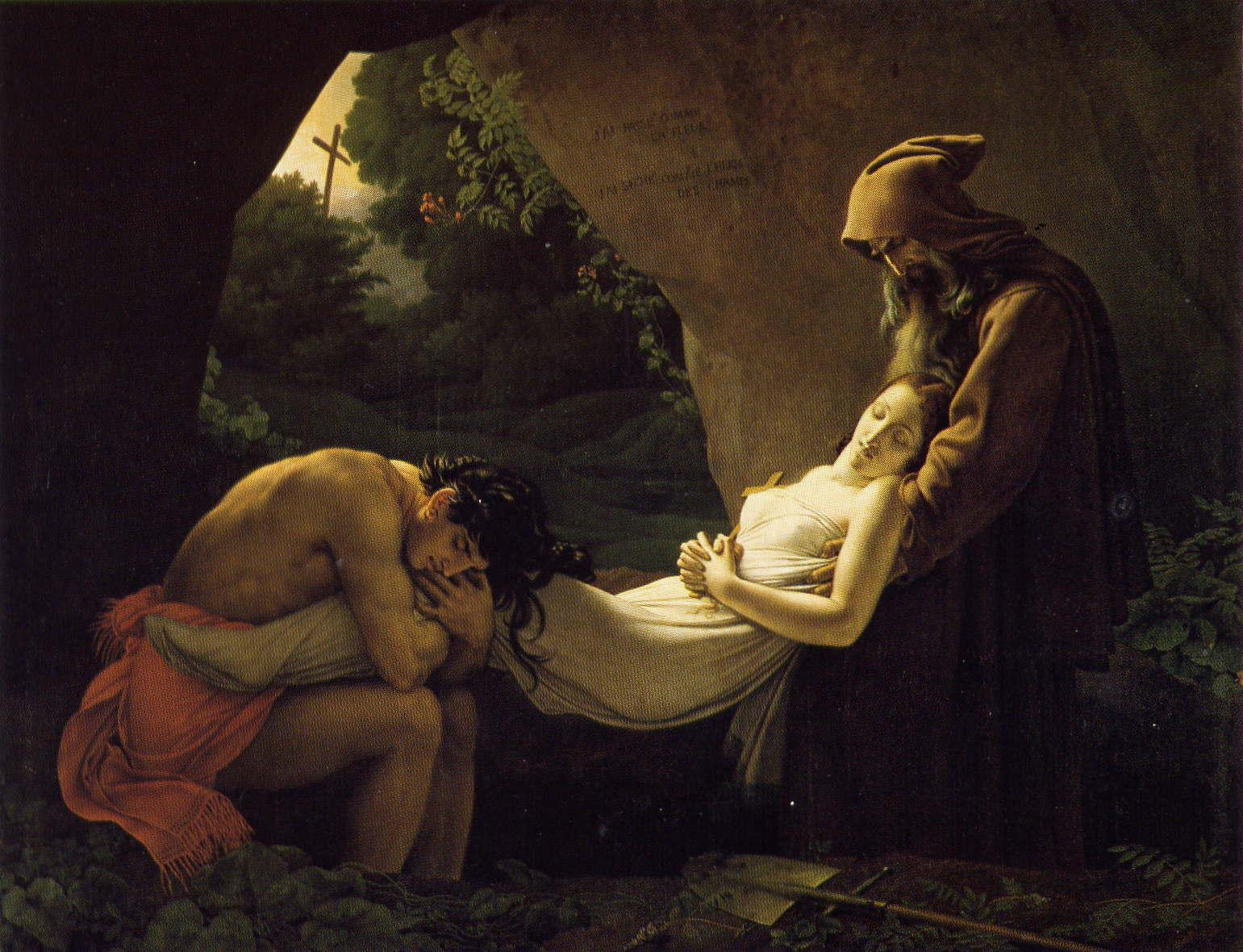
Omhändertagandet av döda människor har i alla tider varit omgivet av olika riter.

- Dös
- Gånggrift
- Stenkammargrav
- Hällkista
- Gravkammare
- Gravhög
- Röse
- Stensättning
- Urnegrav
- Brandgrav
- Skeppssättning
- Domarring
- Båtgrav
- Begravningsplats
- Kolumbarium
- Pestkyrkogård
- Kolerakyrkogård
- Mausoleum
- Pyramid

### Begravningsriter
- Kyrklig begravning
- Begravningsritual
- Borgerlig begravning
- Eldbegängelse
- Begravningshögtid